# Греково (Смоленская область)
Греково — деревня в Вяземском районе Смоленской области России.
Входит в состав Хмелитского сельского поселения. По состоянию на 2007 год постоянного населения не имеет. 

## География
Расположена в восточной части области в 24 км к северо-западу от Вязьмы, в 11 км западнее автодороги Р134 «Старая Смоленская дорога» Смоленск — Дорогобуж — Вязьма — Зубцов, на берегу реки Вазуза. В 15 км восточнее деревни расположена железнодорожная станция О.п. 232-й км на линии Вязьма — Ржев. 

## История
В годы Великой Отечественной войны деревня была оккупирована гитлеровскими войсками в октябре 1941 года, освобождена в марте 1943 года. 